# Damasco con amor
Damasco con amor (en árabe: 'دمشق مع حبي'‎ ALA-LC: dimashq maa' hubbi) es una película siria, producida en Francia por Al-Sharq Establishment for Production and Distribution; dirigida por el director Mohamad Abdul Aziz, en 2010, y 95 min de duración. 
Damasco con amor fue primero estrenada en el Festival Internacional de Cine de Dubái. La película tiene cierta controversia en el hecho de que se trata de sectas menores de sirios, la de los cristianos sirios y de los judíos sirios. Damasco con amor es una historia acerca de la vida de una joven judía cuyo padre le revela algunos secretos pasados, y así decide buscar la verdad en  la mágica Damasco.
Esta película fue traducida y emitida en el Reino Unido, el miércoles 19 de octubre de 2010.

## Reparto
- Marah Jaber
- Fares Helou
- Khalid Taja
- Milad Yousef
- Peirre Dagher
- Antoinette Najeeb
- Layla Jaber
- Maisoun Asaad

## Sinopsis
Como en su primera película, "Half a Milligram of Nicotine" "Medio miligramo de nicotina" (en árabe: ' نصف مليجرام نيكوتين nisf miligram nicotine'‎ yace en la película Damasco con amor del joven director Mohammad Abdul Aziz, un pasado que hoy registra su realidad y su ocurrencia. Una historia sobre un simple toque, suficiente para revivir un antiguo amor genuino. Y otra sobre el lanzamiento de un secreto profundo, que las generaciones pasadas de damascenos han intentado durante décadas esconder sus hijos, lo que restaura la claridad y autenticidad de la relación entre la ciudad y sus ciudadanos, independientemente de su identidad. Una niña judía siria se prepara para partir de su ciudad natal Damasco, pero revoca su decisión porque su padre revela un secreto que se mantuvo durante años. El secreto es sobre un amante que se creía muerto. La niña revela los misterios del pasado en busca de otro lado del mágico Damasco, por lo tanto, se enamora de un hombre cristiano que desaparece en la guerra civil de Líbano. Se encuentra frente a una elección difícil, pero la ciudad misma mantendrá la puerta del amor y las opciones abiertas a infinitas posibilidades. Una historia sobre la ciudad de Levante que recupera su profunda conexión con sus ciudadanos, dejando de lado cualquier discriminación o exclusiones.

## Asistencia a Festivales
- Festival de cine de Tetouan Mediterranean, Rabat 2010[7]

- Festival Internacional de Cine de Dubái, 2010[8]

- Festival de cine de Alejandría, 2011[9]